# Theresa Rath

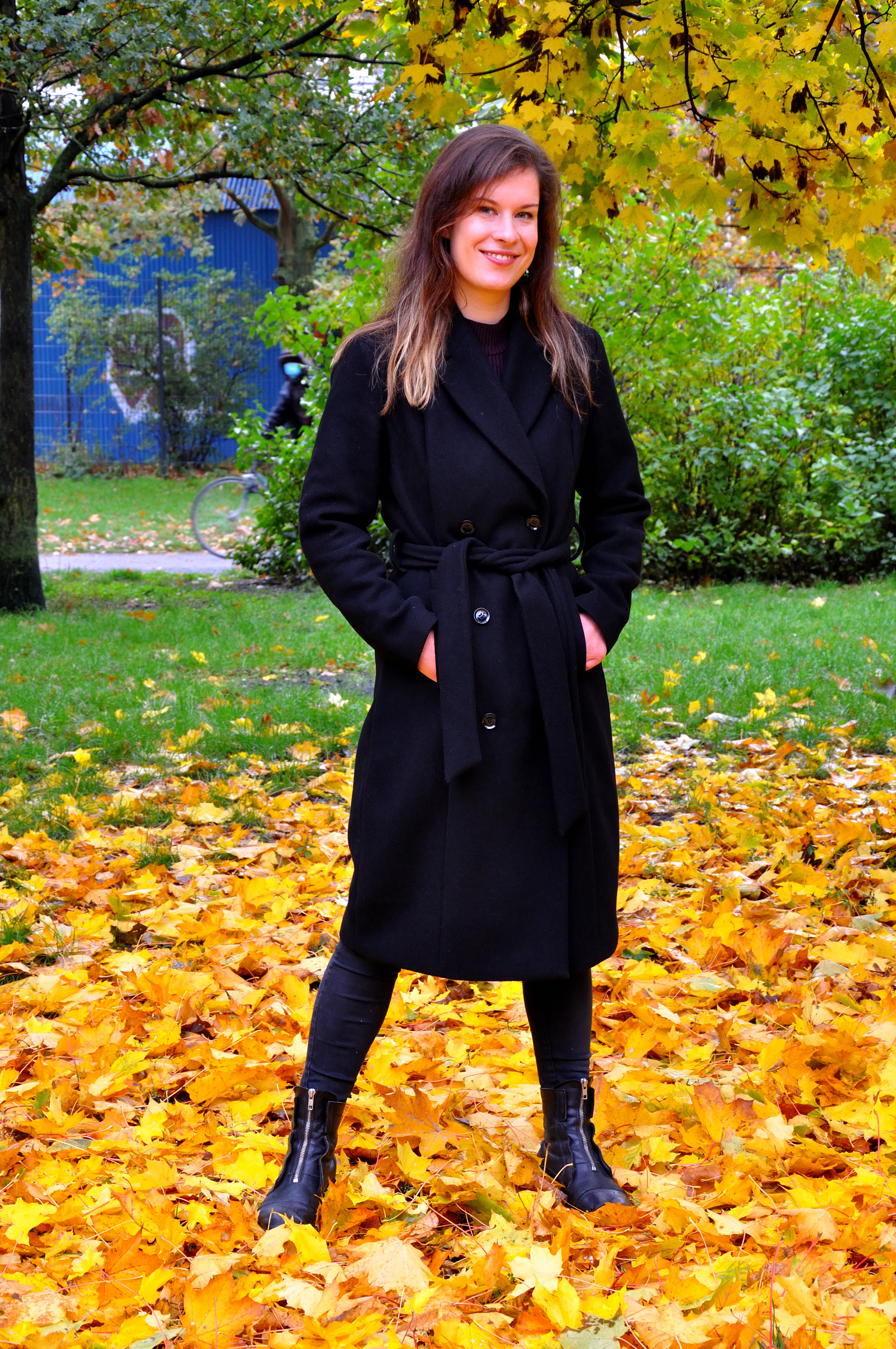
Theresa Rath (2020)

Theresa Rath (* 6. Juni 1991 in Dormagen) ist eine deutsche Juristin, Schriftstellerin und Klimaschützerin.

## Leben und Wirken
Rath wuchs in Neuss bei Düsseldorf als Tochter zweier Diplompsychologen auf. Schon früh begann sie, erste Geschichten und Gedichte zu verfassen. Nachdem sie ihr Abitur absolviert hatte, zog sie zum Studium der Rechtswissenschaften nach Freiburg. Im selben Jahr (2009) erschien ihr erstes Buch beim Berliner Verlag "Periplaneta" unter dem Titel "Kleines Mädchen mit Hut" (Gedichte). Im Jahr 2012 veröffentlichte sie den Kurzgeschichtenband "Die Ketten, die uns halten." 
2015 schloss sie einige Jahre nach ihrem Umzug nach Berlin ihr erstes juristisches Staatsexamen ab und verbrachte eine Zeit im Ausland. Nach ihrer Rückkehr nach Deutschland beendete sie im Jahr 2018 ihr juristisches Referendariat mit dem zweiten Staatsexamen. Danach arbeitete sie als Anwältin, bis sie sich entschloss, im Bereich des Klimaschutzes an einem Institut für Nachhaltigkeit zu promovieren. In diesem Rahmen veröffentlicht sie zahlreiche Aufsätze unter Beteiligung verschiedener Co-Autoren zu den Themen Klimawandel, Energiewende, Sozialrecht und Postwachstum. 
Im Jahr 2021 erschien ihr erster Roman mit dem Titel "Liberdade" (auf Portugiesisch: Freiheit). Darin setzt sie sich mit Fragen rund um den Feminismus, Selbstfindung, Substanzmissbrauch, frühkindliche Traumata und Gewalt in Beziehungen auseinander. Sie ist Mitglied der Lyrik-Lesebühne "Dichtungsring", mit der sie alle zwei Monate im Fernsehsender "Alex Berlin" live auftritt.  

## Preise und Auszeichnungen
- 2007: Artig-Award im Rahmen des Jugendkunstprojektes "Düsseldorf ist ARTig" für ihre Novelle "Die schwere Kunst des Findens"
- 2008: Förderpreis des Kulturamtes Düsseldorf für ihr Literaturprojekt "Hallo, ich heiße Anders."

## Werkliste (Auswahl)
Publikationen
- Kleines Mädchen mit Hut. Edition Reimzwang 2009, ISBN 978-3-940767-41-7.
- Die Ketten, die uns halten. Edition Periplaneta 2012, ISBN 978-3-940767-90-5.
- Liberdade. Edition Periplaneta 2021, ISBN 978-3-95996-185-1.

Literatur
- The Sycamore Tree.Nautilus. Periplaneta, Edition Drachenfliege, Buch & CD 2013, ISBN 978-3-943876-56-7.